# Hidden Valley Lake
Hidden Valley Lake – jednostka osadnicza w Stanach Zjednoczonych, w stanie Kalifornia, w hrabstwie Lake.